# Tjernolik
Tjernolik (bulgariska: Чернолик) är ett distrikt i Bulgarien.   Det ligger i kommunen Obsjtina Dulovo och regionen Silistra, i den nordöstra delen av landet, 300 km öster om huvudstaden Sofia.
Trakten runt Tjernolik består till största delen av jordbruksmark. Runt Tjernolik är det ganska glesbefolkat, med 50 invånare per kvadratkilometer.